# Bahnstrecke Český Těšín–Polanka nad Odrou
| Kursbuchstrecke (SŽ): | 321                             |                                                 |                                                 |
| Spurweite: | 1435 mm (Normalspur)            |                                                 |                                                 |
| Streckenklasse: | D4                              |                                                 |                                                 |
| Stromsystem: | 3 kV =                          |                                                 |                                                 |
| Streckengeschwindigkeit: | 80 km/h                         |                                                 |                                                 |
| Zweigleisigkeit: | odb. Chotěbuz–Polanka nad Odrou |                                                 |                                                 |
| |                                 |                                                 |                                                 |
| \| \| \| von Kojetín (vorm. KFNB) \| \| \| \| \| von Žilina (vorm. Ks.Od.) \| \| \| \| 0,000 \| Český Těšín früher Teschen \| Český Těšín früher Teschen \| \| \| \| nach Bohumín (vorm. Ks.Od.) \| \| \| \| \| Olše / Olza (Staatsgrenze Tschechien–Polen) \| \| \| \| \| nach Bielsko-Biała (vorm. KFNB) \| \| \| \| \| von Cieszyn \| \| \| \| \| Cieszyn Marklowice \| \| \| \| \| nach Zebrzydowice \| \| \| \| 5,935 \| Olše / Olza (Staatsgrenze Polen–Tschechien) \| Olše / Olza (Staatsgrenze Polen–Tschechien) \| \| \| \| von Český Těšín \| \| \| \| \| Bohumín–Žilina \| \| \| \| 6,020 \| Verbindungsbahn von Odbočka Chotěbuz (km 4,625) \| Verbindungsbahn von Odbočka Chotěbuz (km 4,625) \| \| \| \| Stonávka \| \| \| \| \| von Karviná-Doly \| \| \| \| 10,688 \| Albrechtice u Českého Těšína \| Albrechtice u Českého Těšína \| \| \| \| (Neutrassierung 1962) \| \| \| \| 13,290 \| Horní Suchá \| Horní Suchá \| \| \| \| Horní Suchá \| \| \| \| 15,290 \| Havířov-Suchá \| Havířov-Suchá \| \| \| \| von Karviná-Doly \| \| \| \| 16,331 \| Prostřední Suchá \| Prostřední Suchá \| \| \| \| Havířov střed (seit 2017) \| \| \| \| \| \| \| \| \| 18,342 19,630 \| (Kilometersprung) \| (Kilometersprung) \| \| \| 19,127 \| Havířov \| Havířov \| \| \| \| ehemalige Protektoratsgrenze (1938–1945) \| \| \| \| \| Důl Fučík 1 \| \| \| \| \| Lučina \| \| \| \| 22,618 \| Šenov \| Šenov \| \| \| 24,950 \| Ostrava-Bartovice \| Ostrava-Bartovice \| \| \| \| \| \| \| \| \| Nová huť východ \| \| \| \| \| von Frýdek-Místek (vorm. OFE) \| \| \| \| 29,228 \| Ostrava-Kunčice \| Ostrava-Kunčice \| \| \| \| nach Ostrava hl. n. (vorm. OFE) \| \| \| \| \| Ostrava–Frýdek-Místek \| \| \| \| \| Ostravice \| \| \| \| 34,016 \| Ostrava-Vítkovice \| Ostrava-Vítkovice \| \| \| 36,4 \| Ostrava-Zábřeh (geplant) \| Ostrava-Zábřeh (geplant) \| \| \| \| Odra \| \| \| \| 37,745 \| Odbočka Odra \| Odbočka Odra \| \| \| \| Verbindungsbahn nach Ostrava-Svínov \| \| \| \| \| von Petrovice u Karviné (vorm. KFNB) \| \| \| \| 39,764 \| Výh. Polanka nad Odrou Výhybna \| Výh. Polanka nad Odrou Výhybna \| \| \| \| nach Břeclav (vorm. KFNB) \| \| |                                 |                                                 |                                                 |
| Strecke |                                 | von Kojetín (vorm. KFNB)                        | von Kojetín (vorm. KFNB)                        |
| Abzweig geradeaus und von rechts |                                 | von Žilina (vorm. Ks.Od.)                       | von Žilina (vorm. Ks.Od.)                       |
| Bahnhof | 0,000                           | Český Těšín früher Teschen                      | Český Těšín früher Teschen                      |
| Abzweig geradeaus und nach links |                                 | nach Bohumín (vorm. Ks.Od.)                     | nach Bohumín (vorm. Ks.Od.)                     |
| Grenze auf Brücke über Wasserlauf |                                 | Olše / Olza (Staatsgrenze Tschechien–Polen)     | Olše / Olza (Staatsgrenze Tschechien–Polen)     |
| Abzweig ehemals geradeaus und nach rechts |                                 | nach Bielsko-Biała (vorm. KFNB)                 | nach Bielsko-Biała (vorm. KFNB)                 |
| Abzweig ehemals geradeaus und von rechts |                                 | von Cieszyn                                     | von Cieszyn                                     |
| Bahnhof |                                 | Cieszyn Marklowice                              | Cieszyn Marklowice                              |
| Abzweig ehemals geradeaus und nach rechts |                                 | nach Zebrzydowice                               | nach Zebrzydowice                               |
| Grenze auf Brücke über Wasserlauf (Strecke außer Betrieb) | 5,935                           | Olše / Olza (Staatsgrenze Polen–Tschechien)     | Olše / Olza (Staatsgrenze Polen–Tschechien)     |
| Abzweig ehemals geradeaus und von links |                                 | von Český Těšín                                 | von Český Těšín                                 |
| Kreuzung geradeaus oben |                                 | Bohumín–Žilina                                  | Bohumín–Žilina                                  |
| Abzweig geradeaus und von links | 6,020                           | Verbindungsbahn von Odbočka Chotěbuz (km 4,625) | Verbindungsbahn von Odbočka Chotěbuz (km 4,625) |
| Brücke über Wasserlauf |                                 | Stonávka                                        | Stonávka                                        |
| Abzweig geradeaus und von rechts |                                 | von Karviná-Doly                                | von Karviná-Doly                                |
| Bahnhof | 10,688                          | Albrechtice u Českého Těšína                    | Albrechtice u Českého Těšína                    |
| Abzweig ehemals geradeaus und nach links · Strecke von rechts |                                 | (Neutrassierung 1962)                           | (Neutrassierung 1962)                           |
| Strecke (außer Betrieb) · Haltepunkt / Haltestelle | 13,290                          | Horní Suchá                                     | Horní Suchá                                     |
| Haltepunkt / Haltestelle (Strecke außer Betrieb) · Strecke |                                 | Horní Suchá                                     | Horní Suchá                                     |
| Strecke (außer Betrieb) · Haltepunkt / Haltestelle | 15,290                          | Havířov-Suchá                                   | Havířov-Suchá                                   |
| Abzweig ehemals geradeaus und von rechts · Strecke |                                 | von Karviná-Doly                                | von Karviná-Doly                                |
| Dienststation / Betriebs- oder Güterbahnhof · Strecke | 16,331                          | Prostřední Suchá                                | Prostřední Suchá                                |
| Strecke · Haltepunkt / Haltestelle |                                 | Havířov střed (seit 2017)                       | Havířov střed (seit 2017)                       |
| Abzweig geradeaus und von links · Strecke nach rechts |                                 |                                                 |                                                 |
| Kilometer-Wechsel | 18,342 19,630                   | (Kilometersprung)                               | (Kilometersprung)                               |
| Bahnhof | 19,127                          | Havířov                                         | Havířov                                         |
| Grenze |                                 | ehemalige Protektoratsgrenze (1938–1945)        | ehemalige Protektoratsgrenze (1938–1945)        |
| Abzweig geradeaus und ehemals nach rechts |                                 | Důl Fučík 1                                     | Důl Fučík 1                                     |
| Brücke über Wasserlauf |                                 | Lučina                                          | Lučina                                          |
| Haltepunkt / Haltestelle | 22,618                          | Šenov                                           | Šenov                                           |
| Bahnhof | 24,950                          | Ostrava-Bartovice                               | Ostrava-Bartovice                               |
| Abzweig geradeaus und nach rechts |                                 |                                                 |                                                 |
| Dienststation / Betriebs- oder Güterbahnhof |                                 | Nová huť východ                                 | Nová huť východ                                 |
| Abzweig geradeaus und von links |                                 | von Frýdek-Místek (vorm. OFE)                   | von Frýdek-Místek (vorm. OFE)                   |
| Bahnhof | 29,228                          | Ostrava-Kunčice                                 | Ostrava-Kunčice                                 |
| Abzweig geradeaus und nach links |                                 | nach Ostrava hl. n. (vorm. OFE)                 | nach Ostrava hl. n. (vorm. OFE)                 |
| Kreuzung geradeaus oben |                                 | Ostrava–Frýdek-Místek                           | Ostrava–Frýdek-Místek                           |
| Brücke über Wasserlauf |                                 | Ostravice                                       | Ostravice                                       |
| Bahnhof | 34,016                          | Ostrava-Vítkovice                               | Ostrava-Vítkovice                               |
| ehemaliger Haltepunkt / Haltestelle | 36,4                            | Ostrava-Zábřeh (geplant)                        | Ostrava-Zábřeh (geplant)                        |
| Brücke über Wasserlauf |                                 | Odra                                            | Odra                                            |
| Blockstelle | 37,745                          | Odbočka Odra                                    | Odbočka Odra                                    |
| Abzweig geradeaus und nach rechts |                                 | Verbindungsbahn nach Ostrava-Svínov             | Verbindungsbahn nach Ostrava-Svínov             |
| Abzweig geradeaus und von rechts |                                 | von Petrovice u Karviné (vorm. KFNB)            | von Petrovice u Karviné (vorm. KFNB)            |
| Überleitstelle / Spurwechsel | 39,764                          | Výh. Polanka nad Odrou Výhybna                  | Výh. Polanka nad Odrou Výhybna                  |
| Strecke |                                 | nach Břeclav (vorm. KFNB)                       | nach Břeclav (vorm. KFNB)                       |

Die Bahnstrecke Český Těšín–Polanka nad Odrou ist eine elektrifizierte, zweigleisige Hauptbahn („celostatní dráha“) in Tschechien, die ursprünglich von der k.k. priv. Ostrau-Friedlander Eisenbahn (OFE) als Lokalbahn Schönbrunn-Witkowitz–Teschen erbaut und betrieben wurde. Sie verläuft von Český Těšín/Cieszyn (Teschen) über Havířov und Vítkovice (Witkowitz) nach Polanka nad Odrou. Über eine Verbindungskurve ist der Bahnhof Ostrava-Svínov angebunden.

## Geschichte
Die Konzession für die Lokalbahn Schönbrunn-Witkowitz–Teschen mit einer Abzweigung nach Freistadt erhielt die OFE am 28. August 1909. Teil der Konzession war die Verpflichtung, die Teilstrecke Kunzendorf–Suchau innerhalb eines Jahres „von dem seitens des k.k. Eisenbahnministeriums festgesetzten Termine für die Inangriffnahme der Bauarbeiten“ zu vollenden. Ausgestellt war die Konzession bis zum 31. Dezember 1985.
Als erster Teil der Lokalbahn ging am 15. November 1911 die Strecke zwischen Kunzendorf und Suchau in Betrieb. Am 1. September 1914 folgte noch der Abschnitt zwischen Suchau und Teschen, dann kamen die Bauarbeiten infolge des Ersten Weltkrieges zum Erliegen. Den Betrieb führte die k.k. Nordbahndirektion der k.k. Staatsbahnen (kkStB) für Rechnung der Ostrau-Friedlander Eisenbahn aus. Im Jahr 1912 wies der Fahrplan der Lokalbahn vier gemischte Zugpaare 2. und 3. Klasse zwischen Groß Kunzendorf und Suchau aus. Sie benötigten für die 14 Kilometer lange Strecke etwa 45 Minuten.

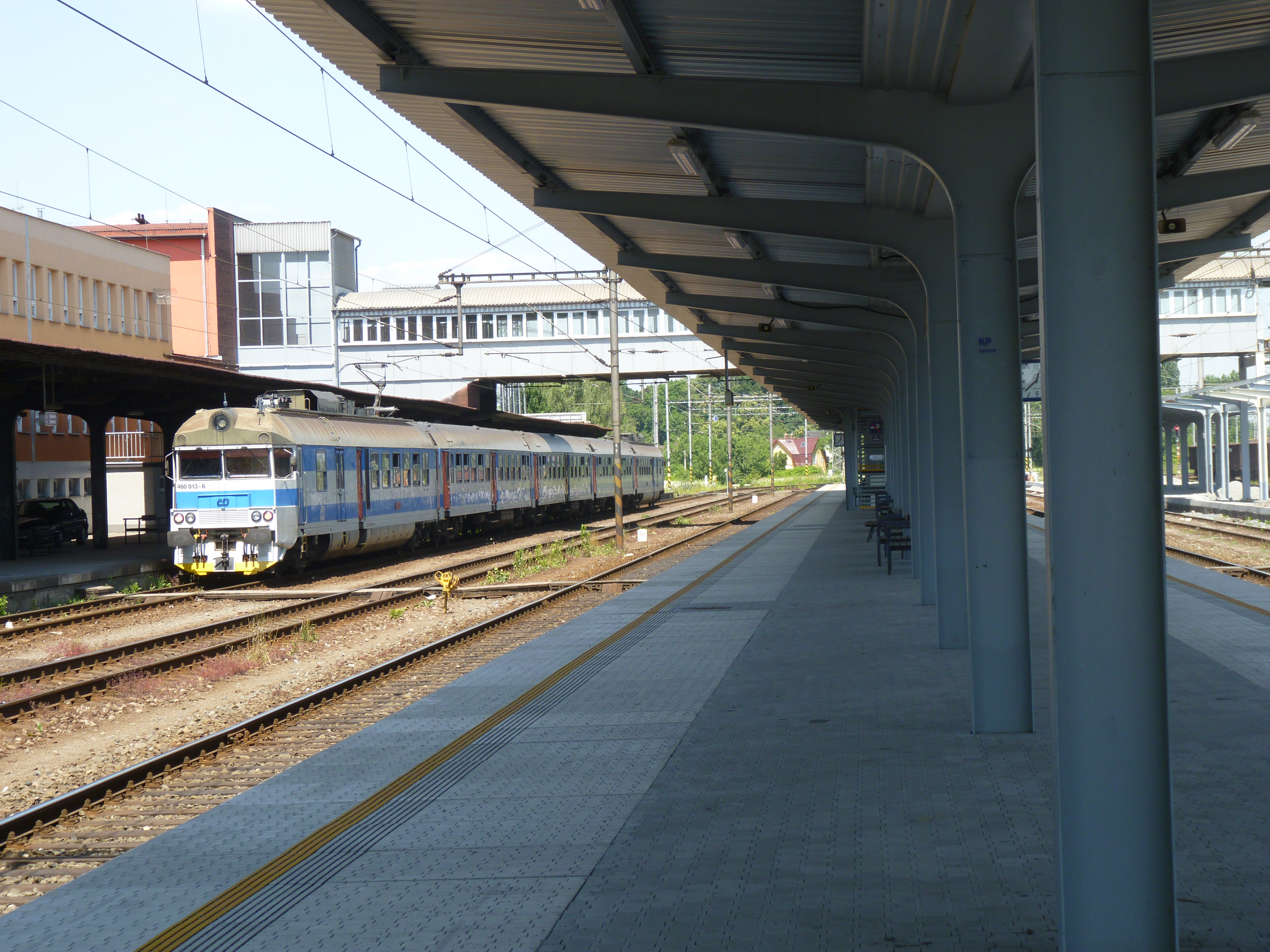
Bahnhof Ostrava-Kunčice (2010)

Nach dem Ende des Ersten Weltkrieges übernahmen die neu gegründeten Tschechoslowakischen Staatsbahnen (ČSD) die Betriebsführung. Der auf dem rechten Ufer der Olsa gelegene Teil der Strecke lag fortan auf dem Staatsgebiet der neu gegründeten Republik Polen. Dieser Abschnitt wurde 1930 zugunsten einer Verbindungskurve von Albrechtice zur Kaschau-Oderberger Bahn aufgelassen. Die Polnischen Staatsbahnen (PKP) betrieben den Abschnitt Marklowice–Cieszyn später als Teil der Bahnstrecke Zebrzydowice–Cieszyn weiter. Die Neubautrasse von Zebrzydowice nach Marklowice ging am 10. November 1934 in Betrieb.
Mit der Verstaatlichung der OFE zum 1. Jänner 1936 gehörte auch die Infrastruktur fortan zum Netz der ČSD. Der Winterfahrplan von 1937/38 verzeichnete auf der Gesamtstrecke bis zu sieben Züge täglich. Sechs weitere bedienten Teilstrecken. Drei Zugpaare wurden mit modernen Motorzügen gefahren.

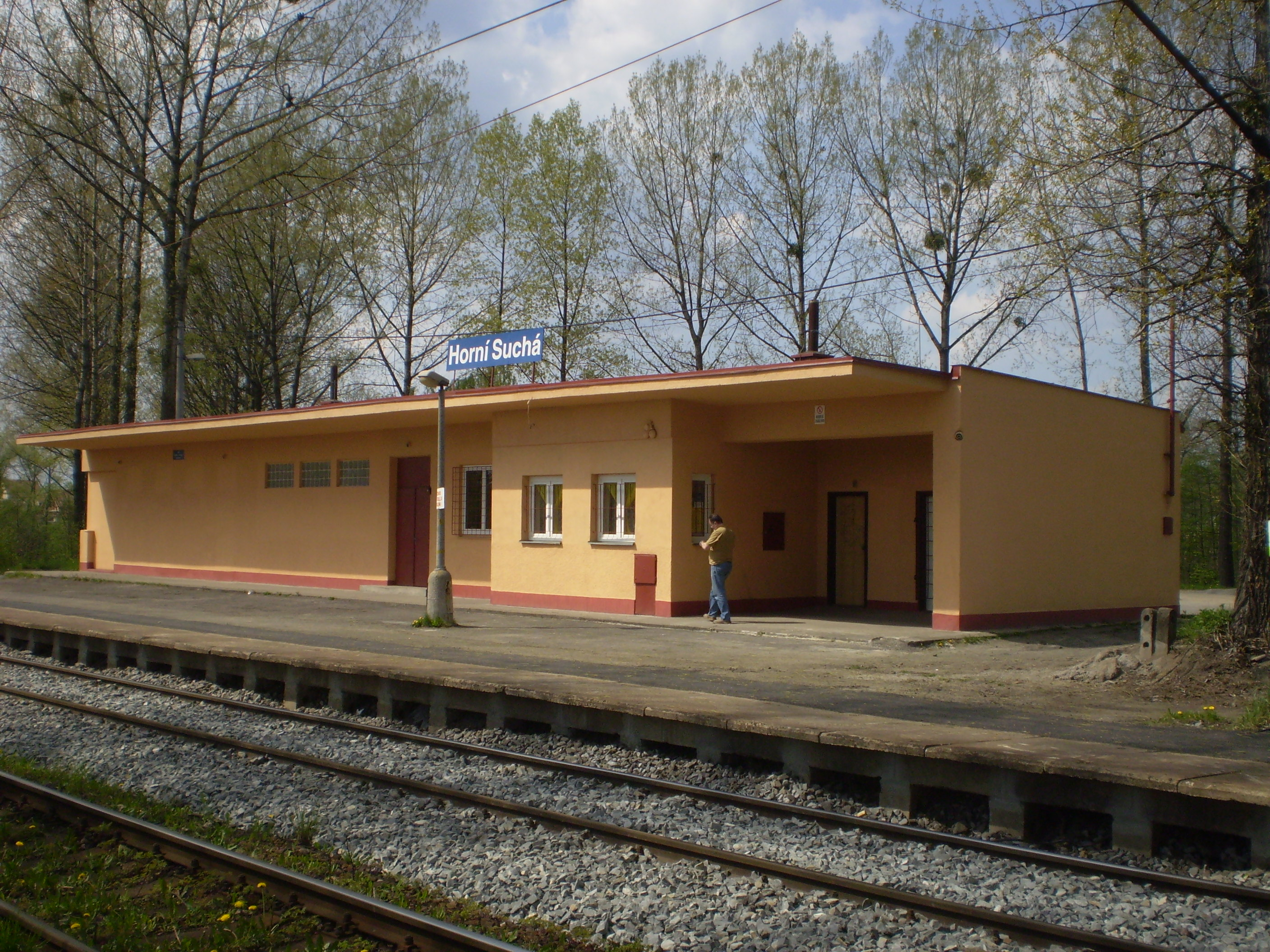
Haltestelle Horní Suchá (2008)

Am 2. Oktober 1938 annektierte die Republik Polen das gesamte Olsagebiet und damit auch einen Teil des Bahngebietes. Bis zum Beginn des Zweiten Weltkrieges gehörte nun die Teilstrecke Cieszyn Zachodni–Szumbark Śl. (Český Těšín–Šumbark) zum Netz der PKP. Nach der Besetzung Polens durch das Deutsche Reich im Herbst 1939 kam dieser Abschnitt dann zur Deutschen Reichsbahn, Reichsbahndirektion Oppeln. Die restliche, im Protektorat Böhmen und Mähren verbliebene Strecke wurde durch die Protektoratsbahnen Böhmen und Mähren (ČMD-BMB) betrieben. Im Reichskursbuch war die Verbindung als Kursbuchstrecke 149s Teschen–Schles Schumbarg–Kunzendorf (Ostr) enthalten. Nach dem Ende des Zweiten Weltkrieges kam die Strecke wieder vollständig zu den ČSD.
Ende der 1950er Jahre begann die ČSD mit dem Umbau der Strecke zu einer zweigleisigen, elektrifizierten Hauptbahn. Teil des Projektes war auch der unvollendet gebliebene Abschnitt von Kunčice nach Polanka nad Odrou und Ostrava-Svínov. Als erster Abschnitt ging 1962 die vollkommen neu trassierte Strecke zwischen Havířov und Albrechtice in Betrieb. Am 22. Dezember 1964 war auch die Strecke von Ostrava-Kunčice über Vítkovice nach Polanka nad Odrou fertiggestellt. Bis 1965 wurde die Strecke durchgängig elektrifiziert.
Am 1. Januar 1993 ging die Strecke im Zuge der Auflösung der Tschechoslowakei an die neu gegründeten České dráhy (ČD) über. Seit 2003 gehört sie zum Netz des staatlichen Infrastrukturbetreibers Správa železniční dopravní cesty (SŽDC), seit 2020: Správa železnic.
Im Fahrplan 2012 verkehren auf der Strecke die Linien S1 (Opava východ–Ostrava-Svinov–Havířov–Český Těšín) und
R1 (Opava východ–Ostrava-Svinov–Ostrava hl. n.–Havířov–Český Těšín) des Nahverkehrssystems Esko v Moravskoslezském kraji.
In den Jahren 2022 bis 2024 soll der Streckenabschnitt Havířov střed–Havířov vollständig für insgesamt 2,9 Milliarden Kronen umfassend erneuert werden. Teil des Projektes ist auch ein Umbau des Bahnhofes Havířov, neben der Instandsetzung des Empfangsgebäudes werden beide Inselbahnsteige mit Aufzügen barierfrei ausgebaut.

## Streckenbeschreibung

### Betriebsstellen
Havířov střed
Die Haltestelle Havířov střed wurde am 16. Oktober 2017 eröffnet. Sie liegt an der Dělnická-Straße im Zentrum von Havířov und bietet eine gute Übergangsmöglichkeit zum städtischen und regionalen Autobusverkehr. Der Bau der Haltestelle begann im März 2017 und kostete etwa 60 Millionen Kč.
| 1913                           | 1921                         | 1939                  | 1944                                            | 2012                         |
| Teschen                        | Český Těšín                  | Cieszyn Zachodnia     | Teschen                                         | Český Těšín                  |
| -                              | Marklovice                   | Marklowice            | Marklowitz                                      | Cieszyn Marklowice           |
| -                              | Albrechtice u Českého Těšína | Olbrachcice           | Albersdorf (Olsa)                               | Albrechtice u Českého Těšína |
| -                              | Horní Suchá                  | Sucha Górna           | Ober Suchau Hp                                  | Horní Suchá                  |
| Suchau i. Schl.                | Suchá ve Slezku              | Sucha Średnia         | Mittel Suchau                                   | Prostřední Suchá             |
| -                              | -                            | Sucha Dolna           | Nieder Suchau                                   | -                            |
| Schumbark i. Schl.             | Šumbark ve. Sl.              | Szumbark Śl.          | Schles Schumbarg                                | Havířov                      |
| Schönhof i. Schl.              | Šenov ve. Sl.                | Šenov                 | Schönhof b Friedeck / Šenov u Frydku            | Šenov                        |
| -                              | Bartovice                    | Bartovice             | Bartelsdorf / Bartovice                         | Ostrava-Bartovice            |
| Gr. Kunzendorf a.d. Ostrawitza | Velke Kunčice nad Ostravici  | Kunčice nad Ostravici | Groß Kunzendorf (Ostrawitza) / Kunčice n. Ostr. | Ostrava-Kunčice              |